# Salem (banda)
Salem é uma banda  israelita de extreme metal, pioneira no oriental metal. Uma grande parte do seu trabalho fala de aspectos políticos sobre judeus e Israel.  

## História
Salem, a primeira banda de metal extremo em Israel, foi formada em 1985, sob o nome Ax Metal, e é, portanto, uma das primeiras bandas da cena underground do mundo a tocar brutalmente  metal preto. Isso pode ser ouvido em sua fita de ensaio auto-intitulada de 1986 e em sua demo ao vivo  Destruction Till Death  de 1987, gravada no lendário clube 'Penguin', a única saída para música alternativa em Israel durante a década de 1980. Essa fórmula foi aperfeiçoada posteriormente por bandas como  Beherit e Blasphemy no início dos anos 90.
Após cinco anos no underground, a banda lançou outra demo ao vivo, Millions Slaughtered (1990), com uma nova formação e uma mudança de gênero em direção aos reinos da morte / destruição. Essa demo vendeu 1.500 cópias e levou a um contrato com a gravadora alemã Morbid Records. No filme Global Metal, o baterista Nir Nakav relatou uma história relativa à demo que de alguma forma acabou nas mãos do norueguês Varg Vikernes, que entrou em contato com a banda e observou que, enquanto apreciava a música, detestava as letras anti-Holocausto e desejava que a banda perecesse na Guerra do Golfo. A banda, enfurecida, respondeu com uma carta fortemente redigida; alguns dias depois, a banda foi contatada pela polícia local, que encontrou uma bomba no correio da Noruega.
Antes disso, o SALEM mantinha boas relações com o fundador do Mayhem Euronymous, que ofereceu a realocação do SALEM para a Noruega e ingressou no círculo interno do black metal. Varg Vikernes de Burzum que não gostava dos ideais da banda pensados de maneira diferente e enviou ao vocalista Ze'ev Tananboim um envelope explosivo pelo correio ".
"Creating Our Sins" (1992) e "Kaddish" (1994) foram lançados pela Morbid Records e se tornaram os primeiros álbuns de metal de Israel a obter sucesso mundial.  Kaddish  é um álbum conceitual sobre o Holocausto. Antes de seu lançamento, a Morbid Records lançou um EP de 7 "com o single" Dying Embers "(1994) para promover o álbum e, quando  Kaddish  saiu, um disco de edição limitada foi lançado. "The Fading" foi tocado na rotação do Headbanger's Balls [da MTV] e teve a banda eleita como uma das 10 melhores bandas promissoras do mundo pela MTV e  Kerrang ! .
Kaddish também apresentou uma música cover em hebraico chamada "Ha'ayara Bo'eret" ("a pequena cidade está queimando"). A música era originalmente um poema escrito em iídiche sob o nome " S'brent" ("está queimando") pelo poeta [polonês-judeu]] [[Mordechai Gebirtig] ] em 1938, em resposta ao pogrom de 1936 dos judeus na cidade de Przytyk, perto de Radom. Desde então, foi traduzido para o hebraico, muito antes da banda tocá-lo. A controvérsia nacional levou o parlamento israelense a discutir se era apropriado que uma banda de metal tocasse essas músicas.
Em 11 de dezembro de 2009, foi anunciado que Salem foi contratado pela Pulverized Records para lançar seu próximo sétimo álbum de estúdio  Playing God and Other Short Stories  em 3 de abril de 2010 em Israel, Em 26 de abril de 2010 na Europa e 25 de maio de 2010 nos EUA.

## Membros

### Actuais
- Ze'ev Tananboim- vocais
- Lior Mizrachi (Afifit) - guitarra
- Nir Gutraiman - guitarra
- Michael Goldstein - baixo
- Nir Nakav  - bateria

## Discografia
- 1986 - Salem (demo)
- 1987 - Destruction Till Death (demo)
- 1990 - Millions Slaughtered (demo)
- 1992 - Creating Our Sins
- 1994 - Dying Embers (EP)
- 1994 - Kaddish
- 1998 - A Moment of Silence
- 2002 - Collective Demise
- 2005 - Strings Attached
- 2006 - Live Demise (DVD)
- 2007 - Necessary Evil
- 2008 - Salem Underground  (DVD)
- 2010 - Playing God
- 2011 - Kaddish Reissue